# Schinopsis cornuta
Schinopsis cornuta là một loài thực vật có hoa trong họ Đào lộn hột. Loài này được Loes. ex Herzog miêu tả khoa học đầu tiên năm 1915.